# Айдын (ил)
Айдын (тур. Aydın) — ил на юго-западе Турции.

## География
Территория ила Айдын на западе омывается водами Эгейского моря, пролив менее 2 км отделяет побережье от греческого острова Самос. На юге ил Айдын граничит с илом Мугла, на востоке — с илом Денизли, на северо-востоке — с илом Маниса, на севере — с илом Измир.
Большая часть территории ила расположена в бассейне реки Большой Мендерес (Бююк-Мендерес, в древности Меандр).

## История
В древности территория ила входила в область Кария.
Город Айдын, центр провинции, был основан древними жителями Тарса и имел название Траллис. В связи с тем, что город был расположен в сейсмоопасной зоне, он и разрушался и отстраивался много раз. Многие цивилизации владели Айдыном и его окрестностями: лидийцы, фригийцы, спартанцы, персы, македонцы, римляне, византийцы.
В 1186 турки-сельджуки захватывают город у Византии; в XIV веке его покоряет основатель одноимённого бейлика эмир Айдын, в честь которого город переименовывают. В 1426 году город становится османским.

## Население
Санджак Айдын (1912г.)
| Санджак | Каза     | Мусульмане | Греки  | Армяне | Евреи | Общая числ. |
| Айдын   | Айдын    | 46,578     | 19,982 | 300    | 1,890 | 68,864      |
|         | Сокия    | 12,987     | 25,801 | 59     | -     | 38,847      |
|         | Тсина    | 24,975     | 550    | 1      | -     | 25,526      |
|         | Боздоган | 27,945     | 1,500  | -      | 14    | 29,459      |
|         | Назли    | 50,069     | 6,800  | 274    | 120   | 57,863      |
|         | Итого:   | 162,554    | 54,633 | 634    | 2,024 | 219,959     |

Население — 950 757 жителей (2009). Национальный состав: турки - 85%, греки - 11%, другие - 4%.
Крупнейшие города — Айдын, Назилли, Сёке.

## Административное деление
Ил Айдын состоит из 17 районов (ильче, тур. ilçe):
1. Айдын (Aydın)
2. Боздоган (Bozdoğan)
3. Бухаркент (Buharkent)
4. Чине (Çine)
5. Дидим (Didim)
6. Герменджик (Germencik)
7. Инджирлиова (Incirliova)
8. Караджасу (Karacasu)
9. Карпуэлу (Karpuzlu)
10. Кочарлы (Koçarlı)
11. Кёшк (Köşk)
12. Кушадасы (Kuşadası)
13. Куюджак (Kuyucak)
14. Назиллы (Nazilli)
15. Сёке (Söke)
16. Султанхисар (Sultanhisar)
17. Енипазар (Yenipazar)

## Экономика
В долине Большого Мендереса выращиваются фрукты (крупнейшие в Турции площади инжира), оливки, зерно, хлопок, табак.
Месторождения медных, железных и мышьяковых руд, лигнита, бурого угля.
Текстильная, пищевая промышленность. Производство цемента.
В провинции находятся популярные морские курорты Дидим и Кушадасы.

## Достопримечательности
На территории ила расположены раскопки крупного древнегреческого города Милет.